# Zafarullah Khan Jamali
Zafarullah Khan Jamali (in urdu میر ظفراللہ خان جمالی; Dera Murad Jamali, 1º gennaio 1944 – Rawalpindi, 2 dicembre 2020) è stato un politico pakistano.
Per due periodi, dal giugno al dicembre 1988 e poi nuovamente dal novembre 1996 al febbraio 1997, fu Primo ministro del Belucistan. Divenne poi Primo ministro del Pakistan nel novembre 2002, conservando tale ruolo fino al giugno 2004.